# Вільфранш-де-Руерг (округ)
Округ Вільфранш-де-Руерг (фр. Arrondissement de Villefranche-de-Rouergue) — округ у Франції, в департаменті Аверон. 2023 року округ об'єднував 96 муніципалітетів, населення становило 87 529 осіб.
Адміністративний центр (супрефектура) — Вільфранш-де-Руерг.

## Муніципалітети
Список муніципалітетів округу та їхні коди INSEE:
1. Альмон-ле-Жуні (12004)
2. Амберак (12007)
3. Англар-Сен-Фелікс (12008)
4. Аспрієр (12012)
5. Балаг'є-д'О (12018)
6. Баракевіль (12056)
7. Белькастель (12024)
8. Бор-е-Бар (12029)
9. Брандонне (12034)
10. Буасс-Паншо (12028)
11. Бурназель (12031)
12. Буссак (12032)
13. Буяк (12030)
14. Вальзерг (12289)
15. Ваюрль (12287)
16. Вів'є (12305)
17. Вільнев (12301)
18. Вільфранш-де-Руерг (12300)
19. Ворей (12290)
20. Гальган (12108)
21. Грамон (12113)
22. Гутран (12111)
23. Деказвіль (12089)
24. Дрюль (12091)
25. Ескандольєр (12095)
26. Кабане (12041)
27. Кальмон-де-Планкатж (12043)
28. Камбулазе (12045)
29. Камжак (12046)
30. Капденак-Гар (12052)
31. Кассань-Бегоне (12057)
32. Кастане (12059)
33. Кастельмарі (12060)
34. Кен (12194)
35. Коломб'є (12068)
36. Комполібат (12071)
37. Косс-е-Дьєж (12257)
38. Крансак (12083)
39. Креспен (12085)
40. Ла-Капель-Балаг'є (12053)
41. Ла-Капель-Блей (12054)
42. Ла-Рукетт (12205)
43. Ла-Сальветат-Пейрале (12258)
44. Ла-Фуяд (12105)
45. Ланюежуль (12121)
46. Ле-Ба-Сегала (12021)
47. Лез-Альбр (12003)
48. Лескюр-Жауль (12128)
49. Лівінак-ле-О (12130)
50. Люган (12134)
51. Люнак (12135)
52. Малевіль (12136)
53. Манак (12137)
54. Мартьєль (12140)
55. Мельжак (12144)
56. Меран (12142)
57. Монбазан (12148)
58. Монсале (12158)
59. Монтей (12150)
60. Морлон-ле-О (12159)
61. Муайразе (12162)
62. Нажак (12167)
63. Носель (12169)
64. Носсак (12170)
65. Обен (12013)
66. Озітс (12016)
67. Оль-е-Ринод (12175)
68. Пейрюсс-ле-Рок (12181)
69. Прадінас (12189)
70. Превінк'єр (12190)
71. Привезак (12191)
72. Р'єпейру (12198)
73. Риньяк (12199)
74. Руссеннак (12206)
75. Савіньяк (12263)
76. Саль-Курбатьє (12252)
77. Сальваньяк-Кажарк (12256)
78. Санванса (12259)
79. Сантре (12065)
80. Сен-Жуст-сюр-Вйор (12235)
81. Сен-Партем (12240)
82. Сен-Ремі (12242)
83. Сен-Сантен (12246)
84. Сент-Андре-де-Нажак (12210)
85. Сент-Жульєтт-сюр-Вйор (12234)
86. Сент-Іжест (12227)
87. Сент-Круа (12217)
88. Советерр-де-Руерг (12262)
89. Сожак (12261)
90. Соннак (12272)
91. Терак (12278)
92. Торіак-де-Носель (12276)
93. Тулонжак (12281)
94. Фірмі (12100)
95. Фланьяк (12101)
96. Фуассак (12104)